# Incidente aereo al Grattacielo Pirelli
L'incidente aereo al Grattacielo Pirelli si verificò a Milano il 18 aprile 2002, quando un piccolo aereo da turismo si schiantò contro il Grattacielo Pirelli, causando 3 morti e 70 feriti.

## I fatti

### Il pilota
Luigi Marco Fasulo era nato a Prata di Principato Ultra (provincia di Avellino) il 27 marzo 1935 e risiedeva in Svizzera, nel comune ticinese di Pregassona. Parallelamente alle proprie attività lavorative, nel 1970 aveva conseguito la licenza PPL di pilota privato, rilasciata dall'ufficio federale svizzero per l'aviazione civile (FOCA) con abilitazione SEP per piccoli aerei da turismo; al 2002, all'età di 67 anni, aveva accumulato circa 4000 ore di volo. Risultava inoltre essere in possesso di abilitazione IFR e MEP, ovvero Multiple Engine Piston, quest'ultima però scaduta. L'attività aeronautica, da semplice hobby, era progressivamente divenuta per lui una fonte di reddito: dapprima accanto alle proprie attività imprenditoriali, poi in via prioritaria dopo il pensionamento, Fasulo aveva infatti iniziato a trasportare merci e persone verso varie destinazioni europee, fondando allo scopo una piccola impresa di aero-noleggio, chiamata Playmatic Aviation. Pur essendo un pilota di buona competenza e con discreta esperienza, negli anni era incorso in alcuni piccoli incidenti e in episodi ai limiti della regolarità.

### Il volo

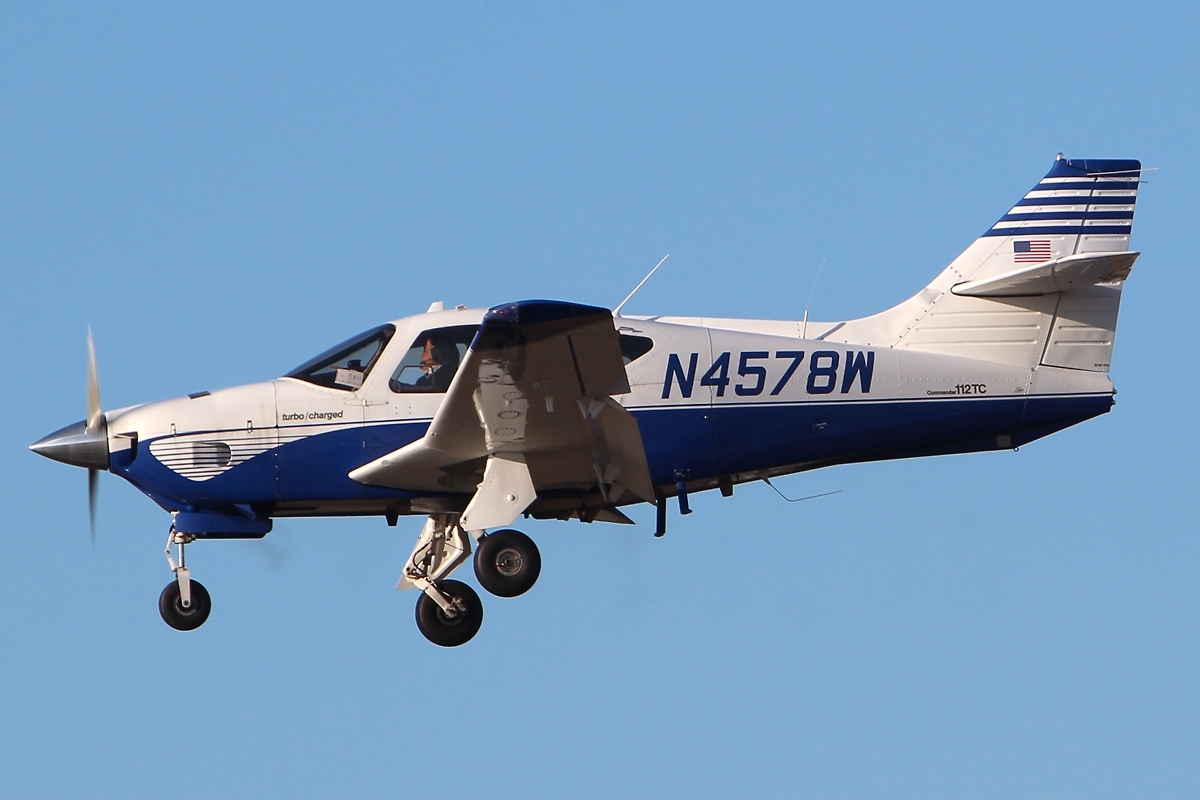
Un Rockwell Commander 112TC simile a quello coinvolto nell'incidente

Alle ore 17:15 CEST (corrispondenti alle 15:15 UTC) del 18 aprile 2002, Fasulo decollò dalla pista 26 dell'aeroporto di Locarno-Magadino, in territorio elvetico, ai comandi di un apparecchio monomotore Rockwell Commander 112TC immatricolato con marche HB-NCX, effettuando correttamente le comunicazioni necessarie con la torre di controllo locale.
«Ready to taxi to destination Milano.»
[Pronto a rullare per destinazione Milano.]
[15.10.32] Locarno AFIS (134.82 Mhz):
«Tower no more operating, continue blind transmission, QNH 1013, wind 240° 6 kts.»
[La torre non è più operativa, continuate la trasmissione “all’aria”, QNH 1013, vento 240° 6 nodi.]
[omissis]
[15.10.50] HB-NCX:
«OK, we start taxi to runway in use 28 concrete 26 concrete.»
[OK, iniziamo il rullaggio per pista in uso 28 in cemento 26 in cemento.]
[15.10.59] Locarno AFIS (134.82 Mhz):
«Taxi at your own discretion.»
[Rullate a vostra discrezione.]
[omissis]
[15.15.03] HB-NCX:
«Hotel Charlie Xray line up and take-off on 26 concrete.»
[Hotel Charlie Xray allineamento e decollo su 26 in cemento.]
Secondo il piano di volo presentato all'atto della partenza, la destinazione del viaggio era l'aeroporto di Milano-Linate, in territorio italiano, allo scopo dichiarato di effettuare rifornimento di carburante a prezzo agevolato per un successivo volo, con ritorno previsto all'aeroporto di Lugano-Agno alle ore 18:15 CEST. Per coprire tale tragitto erano possibili due rotte: la prima prevedeva il passaggio sopra la trasmittente VOR di Saronno (SRN), la torre Telecom Italia di Rozzano e infine il quartiere milanese di Rogoredo, la seconda passava sopra il Lago Maggiore e poi sopra le città di Varese e Milano. Fasulo optò per la prima soluzione.
Per circa 20 minuti il volo si svolse regolarmente. Alle 17:19 CEST, mentre sorvolava il monte Ceneri, Fasulo contattò con tono informale la torre di controllo di Lugano-Agno, di cui conosceva personalmente l'operatore (che lo chiamò con il soprannome "Gino"), chiedendo informazioni sull'orario limite per atterrare alla sera e ribadendo l'intenzione di atterrare in Svizzera alle 18:15 CEST. A decorrere da questo momento, le comunicazioni alla radio vennero condotte in italiano.
«Lugano good evening, Hotel Bravo November Charlie Xray.»
[Lugano buona sera, Hotel Bravo November Charlie Xray.]
Lugano TWR (120.25 Mhz):
«Hotel Charlie Xray, ciao Gino.»
[omissis]
HB-NCX:
«[...] stasera ho fatto un piano di volo per Lugano, fino a che ora si può atterrare?»
Lugano TWR (120.25 Mhz):
«Mah, fino alle 22 senza problema.»
HB-NCX:
«OK, beh, ma io credo che verso le 6 e un quarto/6 e mezza ci sono.»
Alle 17:25, superando Capolago, il pilota passò sulla frequenza di Milano Informazioni, comunicando la propria direzione e gli orari stimati del passaggio sull'impianto VOR di Saronno e del sorvolo di Rozzano, coincidente con il cosiddetto Cancello Ovest dello spazio aereo milanese. In tale frangente egli fornì orari lievemente ribassati rispetto alla realtà, volendo acquisire priorità nelle manovre di atterraggio; contemporaneamente erano infatti in avvicinamento all'aeroporto (tra gli altri) anche un Piper Seneca V con marche I-MLVS e un SIAI-Marchetti SF-260 immatricolato I-ISAL.
«Buonasera Milano, Hotel Bravo November Charlie Xray.»
Milano Informazioni (124.92 Mhz):
«Hotel Bravo November Charlie Xray chiama Milano?»
HB-NCX:
«Affermativo, è un Charlie Mike 11 da Locarno a destinazione Linate, attualmente abbiamo lasciato Capolago, 1000 ft dal suolo, inbound SRN che riporteremo»
Milano Informazioni (124.92 Mhz):
«Ci dà uno stimato di SRN, Charlie Xray?»
HB-NCX:
«Saronno... aaah... ai 33.»
Milano Informazioni (124.92 Mhz):
«Copiato Charlie Xray... e se ci conferma anche la quota che mantiene... e riporterà SRN.»
HB-NCX:
«Attualmente siamo a 1000 ft dal suolo e riporteremo SRN.»
Alle 17:33 CEST il pilota svizzero segnalò il passaggio di SRN e sei minuti dopo, con due minuti di anticipo rispetto a quanto preannunciato a Milano Informazioni, riferì di essere arrivato al Cancello Ovest. In questo frangente, come notato dagli inquirenti, le comunicazioni iniziarono a diventare imprecise e a non seguire più gli standard, ad indicare che probabilmente Fasulo non aveva molta dimestichezza con la rotta che stava seguendo.
«Hotel Charlie Xray lasciato SRN, si porterà al Cancello Ovest per... per continuare.»
[omissis]
[15.33.20] Milano Informazioni (124.92 Mhz):
«Hotel Charlie Xray riporterà Cancello Ovest, ci dà uno stimato?»
HB-NCX:
«Stimato in... ai 40... 42.»
Milano Informazioni (124.92 Mhz):
«42 copiato, riporterà.»
[omissis]
[15.39.21] HB-NCX:
«Charlie Xray al cancello Ovest, 1000 ft.»
Alle 17:39 CEST Fasulo si mise in contatto con l'ATC di Linate, annunciando di trovarsi al Cancello Ovest e chiedendo istruzioni. La torre lo istruì ad immettersi nella zona di controllo dell'aeroporto (ATZ) e gli domandò se stesse conducendo un apparecchio ad ala fissa o un elicottero. Il pilota però non colse l'ultimo quesito e chiese direttamente di poter atterrare sulla pista 36L, di norma riservata all'aviazione generale (sulla quale aveva probabilmente esperienza pregressa).
«Linate, Hotel Bravo November Charlie Xray, buonasera.»
[omissis]
[15.39.50] Linate Torre (118.1 Mhz):
«Hotel Bravo November Charlie Xray buonasera avanti.»
[15.39.56] HB-NCX:
«Il Charlie Xray Mike 11 da Locarno a Linate attualmente al Cancello Ovest, per istruzioni.»
[15.40.04] Linate Torre (118.1 Mhz):
«Ricevuto Charlie Xray, inserisca 7000 nel transponder, è autorizzato ad entrare nel CTR l’acca 1014, conferma ala fissa o elicottero?.»
[15.40.15] HB-NCX:
«1014 beh la pista sarà... chiediamo la turistica Charlie Xray.»
Il controllore allora ripeté la domanda per due volte, di cui la seconda su richiesta di Fasulo, che dopo la prima ripetizione non l'aveva ancora compresa; avuta conferma che il mezzo in avvicinamento era un aeroplano, comunicò a Fasulo l'indisponibilità della pista turistica per il traffico ad ala fissa (quel giorno potevano infatti operarvi solo elicotteri) e gli diede le istruzioni sommarie di avvicinamento alla pista 36R, la principale dell'aeroporto Forlanini.
«Lei è ala fissa?»
[15.40.23] HB-NCX:
«Può ripetere?»
[15.40.26] Linate Torre (118.1 Mhz):
«Sì, non è un elicottero, lei è un'ala fissa?.»
[15.40.28] HB-NCX:
«È un... mmm Commander Rockwell 112.»
[15.40.32] Linate Torre (118.1 Mhz):
«OK, ricevuto Charlie Xray, la pista turistica al momento è ancora chiusa, solamente utilizzabile per elicotteri, continui l’avvicinamento, riporti col campo in vista, limite dell’autorizzazione verticale ATA.»
[15.40.43] HB-NCX:
«Copiato Hotel Charlie Xray, continuiamo l’avvicinamento da Ovest e abbiamo il campo in vista siamo a 4 miglia, 4 miglia e mezzo.»
[15.40.52] Linate Torre (118.1 Mhz):
«Ricevuto Charlie Xray, velocemente riporti in base per pista 36 destra.»
Come riportato nel rapporto degli inquirenti, la manovra di avvicinamento alla pista 36R di Linate, secondo quanto stabilito nell’Aeronautical Information Publication per l'Italia, deve avvenire "sempre a est della pista"; per "base" si intende il segmento perpendicolare all’orientamento della pista in oggetto dal quale un aereo possa, virando di 90°, allinearsi per l'atterraggio. Il pilota avrebbe quindi dovuto effettuare una base con virata a destra. Il controllore, impegnato a gestire un traffico in arrivo e partenza piuttosto sostenuto, non indicò al pilota il senso della virata, dando per scontato che Fasulo avrebbe capito autonomamente quale fosse la manovra da eseguire.
Il pilota elvetico, però, probabilmente poco avvezzo ad operare su questa pista e confuso per via della ridotta attività di volo nei precedenti tre mesi, pur avendo ripetuto correttamente le istruzioni, non seguì il percorso corretto di allineamento e mantenne la propria prua senza particolari correzioni, verosimilmente mettendosi alla ricerca di qualche punto di riferimento per portare a buon fine l'avvicinamento.

### L'incidente
Alle 17:42 CEST la torre notò che l'aereo di Fasulo stava andando "lungo" rispetto alla pista 36R e stava volando verso il circuito di attesa ATA, lungo la periferia di Milano, riducendo peraltro la propria velocità: il controllore pertanto gli chiese se intendesse approcciare la pista sottovento. Fasulo non diede risposta, ma il controllore riuscì a scorgerlo visivamente e cercò di ricondurlo sulla rotta più corretta. A quel punto il pilota comunicò alla torre di aver riscontrato un problema con il carrello. Essendo proibito autorizzare l'atterraggio ad un aereo con tale avaria (eccetto nel caso in cui esso si trovi in uno stato di emergenza), il controllore gli indicò di inserirsi nel già citato circuito ATA e di rimanervi fino a quando non avesse rimediato all'inconveniente.
«Charlie Xray... sta facendo un sottovento?»
[15.42.35] HB-NCX:
«Linate Hotel Charlie Xray?»
[15.42.37] Linate Torre (118.1 Mhz):
«Sì, Charlie Xray, la vedo, lei sta facendo... Ok, si inserisca in sottovento per pista 36 destra, si sta portando in base per pista 18, si inserisca in sottovento per 36 e orbiti sull’ATA»
[15.42.48] HB-NCX:
«OK Charlie Xray, abbiamo un piccolo problema col carrello, stiamo mettendo a posto. Vi richiamo appena pronto.»
Come desumibile dall'evolversi delle comunicazioni alla radio, Fasulo a questo punto rivolse tutte le sue attenzioni alla risoluzione del sopraggiunto problema tecnico: gli inquirenti ipotizzarono che egli avesse consultato il manuale operativo dell'aereo (in inglese Pilot’s Operating Handbook) e, per potersi concentrare a tale scopo, avesse inserito il pilota automatico. La versione di tale ausilio montata sul Rockwell Commander 112TC però permetteva solamente la gestione della prua e l'inclinazione delle ali, mentre il mantenimento della quota era in ogni caso demandato al controllo del pilota.
Alle 17:43 CEST, per motivi non chiariti (uscita dal raggio d'azione o disattivazione del transponder da parte del pilota), l'HB-NCX non venne più rilevato né dal radar primario né dal secondario operativi a Linate. L'ultima indicazione disponibile lo collocava ad un'altitudine di 1100 piedi con prua a 350° e alla velocità al suolo di 98 nodi.
Messo sotto pressione dalla necessità di risolvere l'avaria al carrello senza violare le indicazioni di rotta, poco dopo Fasulo finì anche per intromettersi nella conversazione tra la torre e un altro aereo in atterraggio a Linate, il già citato Piper Seneca I-MLVS, replicando erroneamente ad un'istruzione impartita all'altro velivolo e ricevendo una risposta stizzita da parte del pilota di quest'ultimo, che probabilmente non colse la situazione problematica in cui il velivolo svizzero si trovava.
«Victor Sierra per cortesia si porti... si allontani e si riporti sul Cancello Ovest, abbiamo un traffico con problemi sul carrello al momento che sta... orbitando sull'ATA proprio di fronte a lei.»
[15.43.08] HB-NCX:
«Ricevuto Charlie Xray.»
[15.43.12] I-MLVS:
«Ehi Xray, il messaggio non era per lei, sta facendo un sacco di confusione! India Victor Sierra va di nuovo sul cancello Ovest in attesa.»
La torre allora ricontattò Fasulo e gli diede nuove istruzioni da seguire se il carrello fosse stato riparato; il pilota elvetico ribatté, con voce affannosa, di stare ancora tentando di risolvere il problema.
«Charlie Xray lei si può riportare qua sull’ATA se mi conferma che il carrello è a posto.»
[15.43.24] HB-NCX:
«Sto provando Charlie Xray... un momento.»
Questo fu l'ultimo messaggio trasmesso dal velivolo. Il controllore di Linate, dopo averlo udito, alzò lo sguardo fuori dalla finestra della torre e intravide l'HB-NCX che procedeva verso ovest/sud-ovest: ritenendo che stesse correttamente dirigendosi verso l’anello ATA, tornò a comunicare con gli altri aerei in avvicinamento.
Come successivamente riportato da alcuni testimoni a terra, l'aereo invece superò l'anello ATA e si diresse verso il centro di Milano, puntando nella direzione della stazione Centrale con una prua approssimativamente di 315°. Probabilmente assorbito dal controllo dei vari comandi (spie del carrello, comando manuale di apertura di emergenza, fusibili dell'impianto elettrico), Fasulo non si rese conto di aver commesso un errore fatale e di essere entrato in rotta di collisione con il Grattacielo Pirelli. Il sole all'orizzonte, in quel momento basso ed abbagliante, probabilmente fu fonte di ulteriore, decisiva confusione.
Sempre secondo testimonianze oculari, a questo punto l'aereo elvetico aveva il carrello correttamente estratto: non essendo mai stato successivamente chiarito se l'avaria fosse stata risolta e/o se nella cabina del velivolo fossero attive o meno le segnalazioni di allarme, venne ipotizzato che Fasulo, forse temendo di essere sottoposto, una volta a terra, a controlli sulle condizioni dell'aereo (che avrebbero potuto evidenziare carenze tecniche tali da causargli sanzioni), oppure ritenendo eccessivo il ritardo accumulato, avesse deciso di annullare l'atterraggio a Milano e riprendere subito il volo verso la Svizzera, senza nemmeno tentare di utilizzare il comando d'estensione d'emergenza, fatto che probabilmente gli avrebbe impedito di ripartire nei tempi previsti dal piano di volo. A supporto di tale ricostruzione vi è il fatto che una prua di 315-320° avrebbe virtualmente consentito all'aereo di ritornare verso il VOR-DME di Saronno e da lì eseguire la rotta d'andata a ritroso.
Alle 17:44 la torre di Linate tentò di mettersi in contatto con l'HB-NCX, senza ottenere risposta: il velivolo, complice la distrazione del pilota, stava progressivamente scendendo di quota, passando in pochi minuti da 1100 a 700 piedi (circa 213 m) sul livello del mare, ossia ben più in basso della cima del Grattacielo Pirelli, posta a 794 piedi (242 m) s.l.m.
Giunto ormai a pochi metri dall'edificio, l'aereo (visto sia da terra che da dentro il palazzo nuovamente con il carrello retratto) spinse il motore al massimo e accennò una virata di correzione, ma non poté evitare l'incidente. Alle 17:45 CEST l'HB-NCX impattò contro il 26º piano del grattacielo Pirelli, sprigionando immediatamente un vasto incendio, che venne domato solo dopo alcune ore. I detriti e i rottami si sparsero per un raggio di qualche centinaio di metri intorno al palazzo, sulle strade e gli edifici limitrofi.

## Vittime
Nell'incidente persero la vita, oltre a Luigi Fasulo, che si trovava da solo a bordo dell'aereo, Anna Maria Rapetti e Alessandra Santonocito, due dipendenti della Regione Lombardia (nel 2002 sia la giunta che il consiglio regionale lombardo avevano sede nel Grattacielo Pirelli; dal 2011 esso ospita solo il consiglio regionale, mentre la giunta è stata trasferita a Palazzo Lombardia) che si trovavano al piano dove si schiantò l'aereo. Vi furono inoltre 70 feriti.

## Inchiesta
Gli inquirenti scartarono rapidamente l'ipotesi dell'attentato, suggerita dalla vicinanza temporale dell'incidente con gli attacchi negli Stati Uniti dell'11 settembre 2001 e con il conseguente scoppio della guerra in Afghanistan; tale idea fu avallata "a caldo" dal Presidente del Senato Marcello Pera (Forza Italia) e dal vicepresidente del consiglio regionale della Lombardia Pier Gianni Prosperini (Alleanza Nazionale), per poi essere smentita dal Ministro dell'Interno Claudio Scajola (Forza Italia).
In un primo momento vennero formulate alcune congetture, tra le quali il suicidio (ipotesi legata alle difficoltà economiche e legali di Fasulo, da tempo dedito a operazioni finanziarie poco trasparenti, e sostenuta da uno dei figli del pilota, anch'esso aviatore), l'errore umano (a Fasulo era già accaduto di commettere errori che erano sfociati in incidenti aerei di piccola entità) o il grave guasto tecnico.
A fine 2002, nella relazione d'inchiesta riguardo all'incidente, l'ANSV (Agenzia Nazionale per la Sicurezza al Volo) chiarì che la causa probabile fosse da ricercare nell'incapacità del pilota di gestire in maniera adeguata la condotta della fase finale del volo in presenza di problematiche tecnico-operative e ambientali.

## Memoriale
Al 26º piano del Grattacielo Pirelli, restaurato e risanato, è stato allestito un memoriale in ricordo delle vittime.